# St. Antonius Einsiedler (Braunshausen)
Die römisch-katholische Kirche St. Antonius Einsiedler, auch St.-Antonius-Kirche genannt, ist ein denkmalgeschütztes Kirchengebäude in Braunshausen, einem Ortsteil von Hallenberg.

## Geschichte
Mit dem Bau der Kirche wurde 1898 begonnen. Im folgenden Jahr wurde der Grundstein gelegt. Erbauer war der deutsche Architekt Franz Mündelein. Das Gebäude wurde im neugotischen Stil errichtet.
Der Weihbischof Augustinus Gockel weihte das Gotteshaus am 8. August 1903 auf den Namen des Heiligen Antonius der Einsiedler.
1908 erhielt die Kirche ihre Orgel aus der Orgelbauwerkstatt Gebrüder Stockmann.
Im Turm befanden sich anfangs drei unterschiedlich große Glocken, die um 1900 von der Glocken- und Kunstgießerei Edelbrock gegossen wurden. Nur die kleinste Glocke überlebte den Ersten und Zweiten Weltkrieg. Ein Läutewerk zur Steuerung der Kirchenglocke wurde 1963 installiert.
Seit dem 30. Dezember 1983 ist das Kirchengebäude im Teil A der Denkmalliste der Stadt Hallenberg eingetragen.